# Bilan saison par saison du Lierse SK
Cette page présente les résultats saison par saison du K Lierse SK, une équipe de football belge. Le Lierse a disputé 93 saisons dans les divisions nationales belges, soit au premier soit au deuxième niveau hiérarchique, entre 1921 et aujourd'hui. Il remporte 6 titres durant cette période : 4 en première division et 2 en deuxième.

## Tableau de résultats
| Ordre | Saison  | Nom du club   | Niveau                     | Classement final | Remarques                               |
| ----- | ------- | ------------- | -------------------------- | ---------------- | --------------------------------------- |
| 1     | 1921-22 | Liersche SK   | Promotion (D2)             | 4e/14            |                                         |
| 2     | 1922-23 | Liersche SK   | Promotion (D2)             | 6e/14            |                                         |
| 3     | 1923-24 | Liersche SK   | Promotion (D2) série A     | 3e/14            |                                         |
| 4     | 1924-25 | Liersche SK   | Promotion (D2) série B     | 2e/14            | Barrage                                 |
| 5     | 1925-26 | Liersche SK   | Promotion (D2) série B     | 3e/14            |                                         |
| 6     | 1926-27 | Liersche SK   | Division 1 (D2)            | 1er/14           | Champion et promu                       |
| 7     | 1927-28 | Liersche SK   | Division d'Honneur         | 5e/14            |                                         |
| 8     | 1928-29 | Liersche SK   | Division d'Honneur         | 10e/14           |                                         |
| 9     | 1929-30 | Liersche SK   | Division d'Honneur         | 9e/14            |                                         |
| 10    | 1930-31 | K Liersche SK | Division d'Honneur         | 8e/14            |                                         |
| 11    | 1931-32 | K Liersche SK | Division d'Honneur         | 1er/14           | Champion                                |
| 12    | 1932-33 | K Liersche SK | Division d'Honneur         | 5e/14            |                                         |
| 13    | 1933-34 | K Liersche SK | Division d'Honneur         | 4e/14            |                                         |
| 14    | 1934-35 | K Liersche SK | Division d'Honneur         | 2e/14            | [ saisons 2 ]                           |
| 15    | 1935-36 | K Liersche SK | Division d'Honneur         | 5e/14            |                                         |
| 16    | 1936-37 | K Liersche SK | Division d'Honneur         | 4e/14            |                                         |
| 17    | 1937-38 | K Liersche SK | Division d'Honneur         | 9e/14            |                                         |
| 18    | 1938-39 | K Liersche SK | Division d'Honneur         | 2e/14            | [ saisons 3 ]                           |
| **    | 1939-40 | K Liersche SK | Division d'Honneur         | -/14             | [ saisons 4 ]                           |
| **    | 1940-41 | K Liersche SK | Division d'Honneur série B | 2e/10            | [ saisons 5 ]                           |
| 19    | 1941-42 | K Liersche SK | Division d'Honneur         | 1er/14           | Champion                                |
| 20    | 1942-43 | K Liersche SK | Division d'Honneur         | 3e/16            |                                         |
| 21    | 1943-44 | K Liersche SK | Division d'Honneur         | 4e/16            |                                         |
| **    | 1944-45 | K Liersche SK | Division d'Honneur         | -/12             | [ saisons 6 ]                           |
| 22    | 1945-46 | K Liersche SK | Division d'Honneur         | 15e/19           |                                         |
| 23    | 1946-47 | K Liersche SK | Division d'Honneur         | 10e/17           |                                         |
| 24    | 1947-48 | K Liersche SK | Division d'Honneur         | 16e/16           | Relégué                                 |
| 25    | 1948-49 | K Lierse SK   | Division 1 (D2) série B    | 2e/16            | [ saisons 7 ]                           |
| 26    | 1949-50 | K Lierse SK   | Division 1 (D2) série B    | 2e/16            | [ saisons 8 ]                           |
| 27    | 1950-51 | K Lierse SK   | Division 1 (D2) série B    | 4e/16            |                                         |
| 28    | 1951-52 | K Lierse SK   | Division 1 (D2) série B    | 5e/16            |                                         |
| 29    | 1952-53 | K Lierse SK   | Division 2                 | 2e/16            | Promu                                   |
| 30    | 1953-54 | K Lierse SK   | Division 1                 | 8e/16            |                                         |
| 31    | 1954-55 | K Lierse SK   | Division 1                 | 12e/16           |                                         |
| 32    | 1955-56 | K Lierse SK   | Division 1                 | 11e/16           |                                         |
| 33    | 1956-57 | K Lierse SK   | Division 1                 | 6e/16            |                                         |
| 34    | 1957-58 | K Lierse SK   | Division 1                 | 8e/16            |                                         |
| 35    | 1958-59 | K Lierse SK   | Division 1                 | 8e/16            |                                         |
| 36    | 1959-60 | K Lierse SK   | Division 1                 | 1er/16           | Champion                                |
| 37    | 1960-61 | K Lierse SK   | Division 1                 | 12e/16           |                                         |
| 38    | 1961-62 | K Lierse SK   | Division 1                 | 11e/16           |                                         |
| 39    | 1962-63 | K Lierse SK   | Division 1                 | 9e/16            |                                         |
| 40    | 1963-64 | K Lierse SK   | Division 1                 | 9e/16            |                                         |
| 41    | 1964-65 | K Lierse SK   | Division 1                 | 7e/16            |                                         |
| 42    | 1965-66 | K Lierse SK   | Division 1                 | 11e/16           |                                         |
| 43    | 1966-67 | K Lierse SK   | Division 1                 | 9e/16            |                                         |
| 44    | 1967-68 | K Lierse SK   | Division 1                 | 7e/16            |                                         |
| 45    | 1968-69 | K Lierse SK   | Division 1                 | 3e/16            |                                         |
| 46    | 1969-70 | K Lierse SK   | Division 1                 | 7e/16            |                                         |
| 47    | 1970-71 | K Lierse SK   | Division 1                 | 4e/16            |                                         |
| 48    | 1971-72 | K Lierse SK   | Division 1                 | 7e/16            |                                         |
| 49    | 1972-73 | K Lierse SV   | Division 1                 | 9e/16            |                                         |
| 50    | 1973-74 | K Lierse SV   | Division 1                 | 15e/16           | Barrages                                |
| 51    | 1974-75 | K Lierse SV   | Division 1                 | 7e/20            |                                         |
| 52    | 1975-76 | K Lierse SV   | Division 1                 | 9e/19            |                                         |
| 53    | 1976-77 | K Lierse SV   | Division 1                 | 10e/18           |                                         |
| 54    | 1977-78 | K Lierse SV   | Division 1                 | 4e/18            |                                         |
| 55    | 1978-79 | K Lierse SV   | Division 1                 | 8e/16            |                                         |
| 56    | 1979-80 | K Lierse SV   | Division 1                 | 6e/18            |                                         |
| 57    | 1980-81 | K Lierse SV   | Division 1                 | 8e/18            |                                         |
| 58    | 1981-82 | K Lierse SV   | Division 1                 | 8e/18            |                                         |
| 59    | 1982-83 | K Lierse SK   | Division 1                 | 14e/18           |                                         |
| 60    | 1983-84 | K Lierse SK   | Division 1                 | 14e/18           |                                         |
| 61    | 1984-85 | K Lierse SK   | Division 1                 | 15e/18           |                                         |
| 62    | 1985-86 | K Lierse SK   | Division 1                 | 18e/18           | Relégué                                 |
| 63    | 1986-87 | K Lierse SK   | Division 2                 | 12e/16           |                                         |
| 64    | 1987-88 | K Lierse SK   | Division 2                 | 5e/16            | Promu via le Tour final                 |
| 65    | 1988-89 | K Lierse SK   | Division 1                 | 10e/18           |                                         |
| 66    | 1989-90 | K Lierse SK   | Division 1                 | 10e/18           |                                         |
| 67    | 1990-91 | K Lierse SK   | Division 1                 | 11e/18           |                                         |
| 68    | 1991-92 | K Lierse SK   | Division 1                 | 7e/18            |                                         |
| 69    | 1992-93 | K Lierse SK   | Division 1                 | 10e/18           |                                         |
| 70    | 1993-94 | K Lierse SK   | Division 1                 | 14e/18           |                                         |
| 71    | 1994-95 | K Lierse SK   | Division 1                 | 5e/18            |                                         |
| 72    | 1995-96 | K Lierse SK   | Division 1                 | 5e/18            |                                         |
| 73    | 1996-97 | K Lierse SK   | Division 1                 | 1er/18           | Champion                                |
| 74    | 1997-98 | K Lierse SK   | Division 1                 | 7e/18            |                                         |
| 75    | 1998-99 | K Lierse SK   | Division 1                 | 7e/18            |                                         |
| 76    | 1999-00 | K Lierse SK   | Division 1                 | 9e/18            |                                         |
| 77    | 2000-01 | K Lierse SK   | Division 1                 | 10e/18           |                                         |
| 78    | 2001-02 | K Lierse SK   | Division 1                 | 15e/18           |                                         |
| 79    | 2002-03 | K Lierse SK   | Division 1                 | 5e/18            |                                         |
| 80    | 2003-04 | K Lierse SK   | Division 1                 | 11e/18           |                                         |
| 81    | 2004-05 | K Lierse SK   | Division 1                 | 10e/18           |                                         |
| 82    | 2005-06 | K Lierse SK   | Division 1                 | 17e/18           | Tour final                              |
| 83    | 2006-07 | K Lierse SK   | Division 1                 | 17e/18           | Relégué                                 |
| 84    | 2007-08 | K Lierse SK   | Division 2                 | 7e/19            |                                         |
| 85    | 2008-09 | K Lierse SK   | Division 2                 | 2e/18            | Tour final                              |
| 86    | 2009-10 | K Lierse SK   | Division 2                 | 1er/18           | Champion et promu                       |
| 87    | 2010-11 | K Lierse SK   | Division 1                 | 14e/16           | Play-offs 2                             |
| 88    | 2011-12 | K Lierse SK   | Division 1                 | 12e/16           | Play-offs 2                             |
| 89    | 2012-13 | K Lierse SK   | Division 1                 | 12e/16           | Play-offs 2                             |
| 90    | 2013-14 | K Lierse SK   | Division 1                 | 12e/16           | Play-offs 2                             |
| 91    | 2014-15 | K Lierse SK   | Division 1                 | 16e/16           | Relégué après Play-offs 3 et tour final |
| 92    | 2015-16 | K Lierse SK   | Division 2                 | 7e/17            |                                         |
| 93    | 2016-17 | K Lierse SK   | Division 1B                | 1er/8            | Play-offs 2                             |

## Bilan
Statistiques arrêtées au 31 mai 2017
| Niv | Divisions     | Jouées | Titres | TM Up | TM Down |
| --- | ------------- | ------ | ------ | ----- | ------- |
| I   | 1re nationale | 75     | 4      |       | 4       |
| II  | 2e nationale  | 18     | 2      | 2     |         |
| III | 3e nationale  | 0      | 0      |       |         |
| IV  | 4e nationale  | 0      | 0      |       |         |
| V   | 5e nationale  | 0      | 0      |       |         |
|     |               |        |        |       |         |
|     | TOTAUX        | 93     | 6      | 2     | 4       |

- TM Up : test-match pour départager des égalités, ou toutes formes de Barrages ou de Tour final pour une montée éventuelle.
- TM Down : test-match pour départager des égalités, ou toutes formes de Barrages ou de Tour final pour le maintien.